# 日立ベルフィーユ
日立ベルフィーユ（ひたちベルフィーユ）は、東京都小平市を本拠地に活動していた、日立製作所の女子バレーボールチームである。

## 歴史
1964年、日立製作所武蔵工場バレーボールチームとして東京都小平市にて創部。1975年に日立バレー部に改称し、本社チームに昇格。（1990年に日立ベルフィーユと改称）。都立三鷹高校を指揮した山田重雄を監督に迎え、日本リーグでは1980年代を中心に18回、黒鷲旗全日本選手権17回、全日本総合9回、国体2回、NHK杯3回、ひろしまピースカップ4回の優勝を果たした。獲得タイトル計53回は、ユニチカ・フェニックスに次ぐ歴代第2位であり、日本女子バレー界を代表する強豪チームと称えられた。
日本リーグ6連覇、リーグ戦88連勝は後継のVリーグに至る歴史の中で、いまだ破られていない金字塔である。
全日本代表選手を多数輩出し、1968年メキシコ五輪で高山鈴江が銀メダル、1976年モントリオール五輪で金メダルの白井貴子、松田紀子、荒木田裕子、1984年ロサンゼルス五輪で銅メダルの江上（現・丸山）由美、森田貴美枝、三屋裕子、杉山加代子、中田久美、廣紀江といった選手がチームに所属していた。
1994年、Vリーグ発足時、主力9選手がプロチーム結成を前提とした、集団で退部届けを提出する騒動が勃発。その後大林素子と吉原知子が騒動の責任を理由に退部となるが、他の選手は日立に復帰し、Vリーグでプレーを続けた。しかし1996-1997年シーズンにV1リーグへ降格（1年でVリーグ復帰）するなど成績低迷に加え、日立製作所本社の経営改革により支援体制にも限界が出たことから、2000-2001年の第7回Vリーグシーズンを最後にチームを廃部することになった。
廃部に至った理由としては、日立本社がスポーツサポートの主力を、Jリーグの柏レイソルと、ソフトボールの日立高崎（現：ビックカメラ高崎ビークイーン）、男子バスケットボールの日立サンロッカーズ（現：サンロッカーズ渋谷）に集約する方針を打ち出していたことが挙げられる。翌年には同じく古豪として知られた同社の女子バスケットボールチーム「日立戸塚レパード」も休部となった。

## 成績

### 主な成績
日本リーグ／Vリーグ
- 優勝 18回（1967年度、1968年度、1973年度、1974年度、1975年度、1976年度、1977年度、1981年度、1982年度、1983年度、1984年度、1985年度、1986年度、1988年度、1990年度、1991年度、1992年度、1993年度）
- 準優勝 5回（1970年度、1972年度、1978年度、1987年度、1998年度）

黒鷲旗全日本選抜
- 優勝 17回（1968年、1972年、1973年、1974年、1975年、1976年、1977年、1978年、1979年、1982年、1983年、1984年、1985年、1987年、1988年、1993年、1994年）
- 準優勝 4回（1965年、1966年、1986年、1989年）

全日本総合（6人制）
- 優勝 9回（1967年、1968年、1971年、1973、1974年、1975年、1976年、1977年、1979年）
- 準優勝 3回（1965年、1969年、1978年）

国民体育大会成年女子（6人制）
- 優勝 2回（1992年、2000年）

NHK杯
- 優勝 3回（1968-69年、1976年）

ひろしまピースカップ
- 優勝 4回（1989年、1992-1994年）

### 年度別成績
| 大会名                | 大会名                | 順位                  | 参加チーム数          | 試合数 | 勝  | 敗 | 勝率  |
| --------------------- | --------------------- | --------------------- | --------------------- | ------ | --- | -- | ----- |
| 日本リーグ            | 第1回 (1967/68)       | 優勝                  | 6チーム               | 10     | 8   | 2  | 0.800 |
| 日本リーグ            | 第2回 (1968/69)       | 優勝                  | 6チーム               | 10     | 9   | 1  | 0.900 |
| 日本リーグ            | 第3回 (1969/70)       | 4位                   | 6チーム               | 10     | 5   | 5  | 0.500 |
| 日本リーグ            | 第4回 (1970/71)       | 準優勝                | 6チーム               | 10     | 8   | 2  | 0.800 |
| 日本リーグ            | 第5回 (1971/72)       | 3位                   | 6チーム               | 10     | 6   | 4  | 0.600 |
| 日本リーグ            | 第6回 (1972/73)       | 準優勝                | 6チーム               | 10     | 8   | 2  | 0.800 |
| 日本リーグ            | 第7回 (1973/74)       | 優勝                  | 6チーム               | 10     | 10  | 0  | 1.000 |
| 日本リーグ            | 第8回 (1974/75)       | 優勝                  | 6チーム               | 10     | 9   | 1  | 0.900 |
| 日本リーグ            | 第9回 (1975/76)       | 優勝                  | 6チーム               | 10     | 10  | 0  | 1.000 |
| 日本リーグ            | 第10回 (1976/77)      | 優勝                  | 6チーム               | 10     | 10  | 0  | 1.000 |
| 日本リーグ            | 第11回 (1977/78)      | 優勝                  | 6チーム               | 10     | 10  | 0  | 1.000 |
| 日本リーグ            | 第12回 (1978/79)      | 準優勝                | 6チーム               | 10     | 7   | 3  | 0.700 |
| 日本リーグ            | 第13回 (1979/80)      | 4位                   | 6チーム               | 10     | 3   | 7  | 0.300 |
| 日本リーグ            | 第14回 (1980/81)      | 3位                   | 8チーム               | 14     | 11  | 3  | 0.786 |
| 日本リーグ            | 第15回 (1981/82)      | 優勝                  | 8チーム               | 21     | 21  | 0  | 1.000 |
| 日本リーグ            | 第16回 (1982/83)      | 優勝                  | 8チーム               | 21     | 21  | 0  | 1.000 |
| 日本リーグ            | 第17回 (1983/84)      | 優勝                  | 8チーム               | 21     | 21  | 0  | 1.000 |
| 日本リーグ            | 第18回 (1984/85)      | 優勝                  | 8チーム               | 21     | 21  | 0  | 1.000 |
| 日本リーグ            | 第19回 (1985/86)      | 優勝                  | 8チーム               | 21     | 20  | 1  | 0.952 |
| 日本リーグ            | 第20回 (1986/87)      | 優勝                  | 8チーム               | 21     | 19  | 2  | 0.905 |
| 日本リーグ            | 第21回 (1987/88)      | 準優勝                | 8チーム               | 14     | 10  | 4  | 0.714 |
| 日本リーグ            | 第22回 (1988/89)      | 優勝                  | 8チーム               | 17     | 14  | 3  | 0.824 |
| 日本リーグ            | 第23回 (1989/90)      | 4位                   | 8チーム               | 17     | 6   | 11 | 0.353 |
| 日本リーグ            | 第24回 (1990/91)      | 優勝                  | 8チーム               | 17     | 15  | 2  | 0.882 |
| 日本リーグ            | 第25回 (1991/92)      | 優勝                  | 8チーム               | 20     | 19  | 1  | 0.950 |
| 日本リーグ            | 第26回 (1992/93)      | 優勝                  | 8チーム               | 20     | 18  | 2  | 0.900 |
| 日本リーグ            | 第27回 (1993/94)      | 優勝                  | 8チーム               | 20     | 19  | 1  | 0.950 |
| 日本リーグ通算 (27年) | 日本リーグ通算 (27年) | 日本リーグ通算 (27年) | 日本リーグ通算 (27年) | 395    | 338 | 57 | 0.856 |
| Vリーグ               | 第1回 (1994/95)       | 3位                   | 8チーム               | 21     | 12  | 9  | 0.571 |
| Vリーグ               | 第2回 (1995/96)       | 6位                   | 8チーム               | 21     | 8   | 13 | 0.381 |
| Vリーグ               | 第3回 (1996/97)       | 7位                   | 8チーム               | 21     | 9   | 12 | 0.429 |
| 実業団リーグ          | 第29回 (1997/98)      | 準優勝                | 8チーム               | 14     | 11  | 3  | 0.786 |
| Vリーグ               | 第5回 (1998/99)       | 準優勝                | 10チーム              | 18     | 12  | 6  | 0.571 |
| Vリーグ               | 第6回 (1999/2000)     | 4位                   | 10チーム              | 18     | 11  | 7  | 0.611 |
| Vリーグ               | 第7回 (2000/2001)     | 6位                   | 10チーム              | 18     | 8   | 10 | 0.444 |

## 廃部年度の選手・スタッフ
2000年度の在籍者は次の通り 。

### 選手
| 背番号 | 名前       | 年齢 | 国籍 | Position | 備考     |
| ------ | ---------- | ---- | ---- | -------- | -------- |
| 1      | 福田記代子 | 30   | 日本 | レフト   |          |
| 2      | 江藤直美   | 28   | 日本 | センター |          |
| 3      | 藤好麻希   | 26   | 日本 | レフト   |          |
| 4      | 多治見麻子 | 28   | 日本 | センター |          |
| 5      | 島崎みゆき | 26   | 日本 | セッター | 主将     |
| 6      | 田中姿子   | 25   | 日本 | ライト   |          |
| 7      | 谷口雅美   | 24   | 日本 | レフト   |          |
| 8      | 渡邉悠美   | 23   | 日本 | レフト   |          |
| 9      | 河野奈歩   | 23   | 日本 | セッター |          |
| 10     | 富田寧々   | 18   | 日本 | センター | 内定選手 |
| 11     | 小玉佐知子 | 22   | 日本 | セッター |          |
| 12     | 中村多絵子 | 18   | 日本 | センター | 内定選手 |
| 13     | 宝来麻紀子 | 21   | 日本 | センター |          |
| 14     | 西村光代   | 22   | 日本 | センター |          |
| 15     | 板垣紘子   | 21   | 日本 | レフト   |          |
| 16     | 安武小由起 | 21   | 日本 | リベロ   |          |
| 17     | 久保山沙織 | 18   | 日本 | リベロ   | 内定選手 |
| 18     | 落合真理   | 18   | 日本 | レフト   |          |
| 19     | 金沢怜     | 18   | 日本 | セッター | 内定選手 |

### スタッフ
| 役職           | 名前       | 国籍 | 備考 |
| -------------- | ---------- | ---- | ---- |
| 部長           | 河西晋二郎 | 日本 |      |
| 監督           | 米田一典   | 日本 |      |
| コーチ         | 福田康弘   | 日本 |      |
| 総務兼広報担当 | 小山和也   | 日本 |      |
| トレーナー     | 小柳好生   | 日本 |      |
| マネージャー   | 谷村さつき | 日本 |      |
| マネージャー   | 興梠知子   | 日本 |      |
| マネージャー   | 河村妃子   | 日本 | 内定 |

## 在籍していた主な選手
| - 高山鈴江 - 白井貴子 - 三屋裕子 - 中田久美 - 江上（現・丸山）由美 - 大林素子 - 吉原知子 - 多治見麻子 - 荒木田裕子 - 森田貴美枝 - 杉山加代子 | - 江藤直美 - 島崎みゆき - 谷口雅美 - 田中姿子（ビーチバレーボール選手） - 小玉佐知子 - 宝来麻紀子 - 落合真理 - リュボフ・ソコロワ - 小高笑子 - 廣紀江 |